# Cantó de Bagneux
El cantó de Bagneux és un cantó francès del departament dels Alts del Sena, situat al districte d'Antony. Des del 2014 compta amb els municipis de Bagneux i de Bourg-la-Reine.

## Municipis
- Bagneux
- Bourg-la-Reine

## Història
| Data d'elecció                           | Identitat         | Partit | Qualitat |
| ---------------------------------------- | ----------------- | ------ | -------- |
| 1964-1982                                | Henri Ravera      | PCF    |          |
| 1982-1993                                | Janine Jambu      | PCF    |          |
| 1993-2008                                | Christian Fischer | PCF    |          |
| 2008-                                    | Patrick Alexanian | PCF    |          |
| les dades anteriors no són pas conegudes |                   |        |          |
|                                          |                   |        |          |

## Demografia
| A partir de 1990: Població sense dobles comptes |